# Нергель
Нергель — река в России, протекает в Собинском и Петушинском районах Владимирской области. Устье реки находится в 25 км по левому берегу реки Пекша в селе Андреевское. Длина реки составляет 24 км, площадь водосборного бассейна — 61,5 км². Номер в реестре водных объектов Владимирской области 518.
Исток находится к юго-западу от села Черкутино Собинского района.  Река течёт в основном на юг: начинается с трёх распаханных ручьёв, текущих с подошвы Подмосковной возвышенности, от деревни Юрино через место, где было урочище и одноимённая деревня Мильково (ныне не существующие), деревню Захарино (с прудом перед плотиной, 8 домов), деревню Треусово (ныне не существующая, в 500 метрах д. Елисеево 2 дома), деревню Селютино (ныне не существующая), деревню Чёрная гора (2 дома), где втекает в одноимённое урочище — лес 1 категории, далее через деревни Нераж (в основном кирпичная по необходимости пожаробезопасности из-за частых возгораний от удара молний в лесу, около 20 домов), Господиново, Денисово, Пахомово, Подвязново, Волково, где имеется несколько мостов автодороги, далее поворачивает на запад. Имеется родник в 800 метрах и, второй, в 1,5 км от д. Захарино по течению на левом берегу.

## Данные водного реестра
По данным государственного водного реестра России относится к Окскому бассейновому округу, водохозяйственный участок реки — Клязьма от города Орехово-Зуево до города Владимир, речной подбассейн реки — бассейны притоков Оки от Мокши до впадения в Волгу. Речной бассейн реки — Ока.
По данным геоинформационной системы водохозяйственного районирования территории РФ, подготовленной Федеральным агентством водных ресурсов:
- Код водного объекта в государственном водном реестре — 09010300712110000031849
- Код по гидрологической изученности (ГИ) — 110003184
- Код бассейна — 09.01.03.007
- Номер тома по ГИ — 10
- Выпуск по ГИ — 0